# Aphthona bergeali
Aphthona bergeali es un coleóptero de la familia Chrysomelidae. Fue descrita en 2001 por Fritzlar.